# Rákoskert megállóhely
Rákoskert megállóhely Budapest egyik vasúti megállóhelye a XVII. kerületben, Rákoskerten, a Budapest–Újszász–Szolnok-vasútvonalon melyet a Magyar Államvasutak Zrt. (MÁV) üzemeltet.

## Története
A vasútállomás Rákoskert megalapításával egy időben, 1932-ben épült és a hivatalos alapítás évétől, azaz 1933-tól állnak itt meg a vonatok. Építését Rákoskert alapítója, báró Schell Gyuláné fizette, helyét pedig (ahogy Rákoskert alapítását is) a család ügyvédje, dr. Füredi Ferenc tanácsára választották ki. 1934-ben a házhelyek hirdetésekor már külön kiemelték a telepen lévő vasúti megállót is. Kezdetben ideiglenes állomás volt, majd 1937-től „táblás”, azaz állandó megállóhely lett. Mivel a vasút minimum napi tizenkét utashoz kötötte ezt a státuszt, a báróné nemes egyszerűséggel felbérelt ennyi embert, akiknek annyi volt a dolguk, hogy egész évben utazgattak Budapest és Rákoskert között.
A vasút sokáig a fő közlekedési eszköz volt, reggelente olykor hatalmas tülekedéseket generálva, hogy mindenki fel tudjon férni. A vasút általános állagromlásával és folyamatos elhanyagolásával ez megváltozott, ahogy egyre többen váltottak buszra illetve saját gépjárműre, míg végül 1993-ban az állomás épületét a MÁV bezárta. A csakhamar kétes elemek tanyájává vált épületet a vasúttársaság a kerületi önkormányzattal életveszélyessé nyilváníttatta és 1995-ben bontási engedélyt kért rá. Ezt megtudva lokálpatrióta kezdeményezésre még ebben az évben megalakult a Rákoskert Vasúti Közlekedéséért Alapítvány, ami 25 évre térítésmentes használatba megkapta a romos épületet a vasúttól és 1997-1998-ban teljesen felújította. Az állomásépület azóta Rákoskerti Kerékpáros Centrum néven kerékpáros turistaállomásként működik, szálláshellyel és ingyenes biciklitárolóval, de a vonattal érkezők számára is nyitva áll.
A vonalat 2001-ben részben felújították és a peronokra a 2010-es években esőbeállót is építettek. Az állomás mellett 2010-ben 69 autó számára P+R parkolót építettek, biciklitárolóval és egy buszfordulóval is, ami a szintén ebben az évben indult 197-es busz végállomása lett.

## Megközelítés budapesti tömegközlekedéssel
- Busz:  197

## Forgalom
| Járat               | Útvonal | Gyakoriság                  |
| ------------------- | --- | --------------------------- |
| S60                 | Budapest-Keleti – Kőbánya felső – Rákos – Rákoshegy – Rákoskert – Ecser – Maglód – Maglódi nyaraló – Gyömrő – Mende – Pusztaszentistván – Sülysáp (– Szőlősnyaraló – Tápiószecső – Szentmártonkáta – Nagykáta – Tápiószentmárton – Farmos – Tápiószele – Tápiógyörgye – Újszász – Zagyvarékas – Szolnok) | Kb. félóránként             |
| Vitorlás InterRégió | Szolnok – Újszász – Nagykáta – Szentmártonkáta – Tápiószecső – Szőlősnyaraló – Sülysáp – Pusztaszentistván – Mende – Gyömrő – Maglódi nyaraló – Maglód – Ecser – Rákoskert – Rákoshegy – Rákos – Kőbánya felső – Ferencváros – Budapest-Kelenföld – Velence – Székesfehérvár – Balatonaliga – Szabadisóstó – Szabadifürdő – Siófok – Balatonszéplak felső – Balatonszéplak alsó – Zamárdi felső – Zamárdi – Szántód – Balatonföldvár – Balatonszemes – Balatonlelle – Balatonboglár – Fonyódliget – Fonyód | Nyári hétvégéken napi 1 pár |